# اینابا ماساناری
اینابا ماساناری (به ژاپنی: 稲葉 正成 Inaba Masanari)، مینو نو کامی ؛(۱۵۷۱ – ۱۴ اکتبر ۱۶۲۸ (سن ۵۷)) یک سامورایی اهل ژاپن در دوره آزوچی–مومویاما و اوایل دوره ادو بود. او به خاندان اودا و خاندان تویوتومی و خاندان توکوگاوا خدمت می‌کرد و در اوایل دوره ادو یک دایمیو (امیر محلی) شد. همسر او کاسوگا نو تسوبونه نام داشت و این زوج سه فرزند داشتند که یکی از آنان اینابا ماساکاتسو بود. به دلایل ناشناخته‌ای ماساناری همسر خود را طلاق داد و کاسوگا نو تسوبونه به عنوان دایهٔ بزرگ‌ترین پسر توکوگاوا هیده‌تادا به خدمت خاندان توکوگاوا درآمد.

## بررسی اجمالی
او توسط اینابا شیگه‌میچی به عنوان داماد پذیرفته شد، اما دختر شیگه‌میچی درگذشت، بنابراین شیگه‌میچی خواهرزاده خود فوکو (بعدها تسونه کاسوگا) را که به عنوان دختر خوانده خود پذیرفته بود را به جای او به ازدواج ماساناری درآورد. ماساناری به همراه پدرزنش به تویوتومی هیده‌یوشی خدمت می‌کرد، اما به دستور هیده‌یوشی، او به عنوان ملازم (سرپرست و ارزش ۵۰۰۰۰ ککو) هیده‌آکی کوبایاکاوا، به خاندان کوبایاکاوا پیوست، شد و به هیده‌آکی کمک کرد. او نقش فعالی در حمله به شیکوکو و فتح اوداوارا ایفا کرد و به عنوان زیردست هیده‌آکی در کمپین کیچو (اعزام نیروها به کره) خدمت کرد. در نبرد سکیگاهارا در سال ۱۶۰۰، او و هیرائوکا یوریکاتسو مخفیانه با توکوگاوا ایه‌یاسو ارتباط برقرار کردند و موفق شدند هیده‌آکی را به طرفداری ارتش شرق متمایل کنند. اما پس از جنگ او با هیده‌آکی درگیر شد و در ولایت مینو بازنشسته شد.

## طلاق
در سال ۱۶۰۲، زمانی که کوبایاکاوا هیده‌اکی درگذشت وخاندان کوبایاکاوا منقرض شد، او تبدیل به یک رونین شد. در ژوئیه همان سال (۱۶۰۴)، ایتاکورا کاتسوشیگه، رئیس کیوتو شوشی، برای نگهداری از نوه قانونی توکوگاوا ایه‌یاسو تاکه‌چیو (بعداً توکوگاوا ایه‌میتسو) درخواست ندیمه کرد و همسرش کاسوگا نو تسوبونه (فوکو) داوطلب شد و ماساناری از فوکو جدا شد.
تئوری‌های مختلفی در مورد چگونگی این اتفاق وجود دارد، اما یک نظریه این است که فوکو وقتی فهمید که ماساناری یک معشوقه گرفته عصبانی شد و از خانه خارج شد.
یک نظریه این است که ماساناری او را طلاق داد زیرا او عصبانی بود که بدون اجازه برای ندیمه درخواست داده است.
نظریه ای وجود دارد مبنی بر اینکه فوکو فکر می‌کند که اگر به عنوان یک ندیمه وفادارانه به شوگون سالاری خدمت کند، منجر به استخدام و پیشرفت شغلی شوهرش می‌شود و او پس از اینکه دید ماساناری به ارباب دامنه مینو تبدیل شد، از او طلاق گرفت.
علاوه بر این، این نظریه وجود دارد که همه این وقایع بهانه‌ای برای ماساناری و فوکو برای طلاق بودند تا ماساناری را مجبور به خدمت به توکوگاوا ایه‌یاسو کنند.
علاوه بر این، خانواده اینابا به اینابا ماساتسوگو، که پسر قانونی اصلی بود، به ارث نرسید، بلکه اینابا ماساکاتسو، که از فوکو به دنیا آمده بود، به ارث رسید.
حداقل این حقیقت دارد که حتی پس از طلاق، فوکو و خانواده اینابا ارتباط عمیقی با هم دارند.